# VBK Klagenfurt
VBK Klagenfurt – austriacki męski klub siatkarski z Klagenfurt am Wörthersee grający obecnie w austriackiej Bundeslidze.

## Nazwy klubu
- do 2008 – Hypo Klagenfurt
- 2008–2009 – VBK Klagenfurt
- od 2009 – SG VBK Wörther-See Löwen Klagenfurt

## Rozgrywki krajowe
| Sezon     | Rozgrywki  | Miejsce |
| --------- | ---------- | ------- |
| 2009/2010 | Bundesliga |         |

## Udział w europejskich pucharach
| Sezon     | Rozgrywki        |
| --------- | ---------------- |
| 2004/2005 | Puchar CEV       |
| 2006/2007 | Puchar CEV       |
| 2009/2009 | Puchar Challenge |

## Kadra w sezonie 2009/2010

### Sztab szkoleniowy
- Trener:  Johann Huber
- Asystent trenera:  Martin Plessl

### Zawodnicy
| Numer | Imię i nazwisko   | Narodowość        | Data urodzenia | Wzrost (cm) | W klubie od | Pozycja      |
| 1     | Żiwko Kolew       | Bułgaria          | 15.01.1974     | 191         | 2001        | rozgrywający |
| 2     | Andrew Tallas     | Kanada            | 14.02.1987     | 186         | 2009        | przyjmujący  |
| 4     | Robin Seidl       | Austria           | 21.01.1990     |             |             | przyjmujący  |
| 5     | Paul Kjos         | Kanada            | 23.01.1986     | 193         | 2009        | atakujący    |
| 8     | Christian Fischer | Austria           | 10.11.1990     | 181         | 2009        | atakujący    |
| 9     | Peter Vanik       | Słowacja          | 09.12.1978     | 195         |             | środkowy     |
| 11    | Martin Rochon     | Kanada            | 27.10.1985     | 193         |             | przyjmujący  |
| 14    | Alexander Huber   | Austria           | 25.07.1985     | 180         |             | libero       |
| 15    | Paul Robidoux     | Kanada            | 16.05.1986     | 188         |             | przyjmujący  |
| 17    | Ryan Decosse      | Austria           | 31.03.1986     | 184         |             | rozgrywający |
| 18    | Nick Lamoureux    | Stany Zjednoczone | 13.12.1986     | 196         |             | środkowy     |